# Mont Vunda
Le mont Vunda est une montagne de la République démocratique du Congo, située dans le Kongo-Central, entre Songololo et Lukala dans le territoire de Songololo. Son sommet culmine à 725 m d’altitude. Selon la tradition orale kongo de la région, Lukeni, le fondateur du royaume Kongo, établit la capitale du royaume sur un lac qu’il combla de terre au sommet du mont Vunda.